# Proasellus thermonyctophilus
Proasellus thermonyctophilus és una espècie de crustaci isòpode pertanyent a la família dels asèl·lids.

## Hàbitat
És una espècie estigobiont.

## Distribució geogràfica
Es troba a prop de Msila (Algèria).